# Ampelocalamus naibunensis
Ampelocalamus naibunensis là một loài thực vật có hoa trong họ Hòa thảo. Loài này được (Hayata) T.H.Wen mô tả khoa học đầu tiên năm 1987.